# 那乃文学
那乃文学，一般指俄罗斯境内那乃人的口头及书面创作。那乃人是居住在远东地区阿穆尔河（即黑龙江）及其支流乌苏里江和松花江沿岸的原住民族，在俄罗斯和中国境内都有分布。在中国境内称为赫哲族，中国境内的赫哲族没有文字。那乃民间文学的主要体裁包括童话（多以动物为主题）、传说和歌谣。英雄史诗童话讲述了氏族保卫者莫尔根（Мэргэна）和普丁（Пудин）的功绩。

## 民间童话
那乃童话反映了本民族的萨满教观念（языческие представления）和生活方式。其中蕴含了敏锐的观察力和千百年的经验。在那乃童话的情节中，可以观察到情节的结合与混成，这证明了其独特的思维方式。主要人物在很大程度上被诗意化了。那乃童话的一个显著特点是大量使用叹词和拟声词。

## 作家文学
那乃文学的发展深受俄罗斯教师和学者的巨大影响。例如，瓦连京·亚历山德罗维奇·阿夫罗林（Аврорин, Валентин Александрович）积极促进了当地那乃文字（Нанайская письменность）和识字率的发展，并支持初露头角的文学家。在他的指导下，第一批那乃文书籍得以编写和出版。
不久后，第一批那乃文杂志和报纸开始发行——其中包括《新路》（«Новый путь»）、《学习之路》（«Учебный путь»）、《新生活》（«Новая жизнь»）等。
那乃文学发展的早期阶段包括Б.霍杰尔（Б. Ходжер）、К.盖克尔（К. Гейкер）等人的作品。在当时背景下，А.萨马尔（А. Самар）的创作尤为突出，他触及社会主题，歌颂故乡之美。爱情主题也首次被涉及。他的继承者是А.帕萨尔（А. Пассар），他积极发展了歌谣体裁。
格里高利·吉比维奇·霍杰尔（Ходжер, Григорий Гибивич）的创作属于较晚的时期。在莫斯科举行的第六届世界青年与学生联欢节文学竞赛上，他的短篇小说《我认识的养蜂人》（«Мой знакомый пчеловод»）获得金奖。他的三部曲小说《宽阔的阿穆尔河》（«Амур широкий»）曾获俄罗斯苏维埃联邦社会主义共和国高尔基国家奖（Государственная премия РСФСР имени М. Горького）（1973年）。
目前，俄罗斯经典作家和现代作家的作品正不断被翻译成那乃文。